# Rio do Pires
Rio do Pires este un oraș în statul Bahia (BA) din Brazilia.